# ArtNord
 (juin 2010).
Si vous disposez d'ouvrages ou d'articles de référence ou si vous connaissez des sites web de qualité traitant du thème abordé ici, merci de compléter l'article en donnant les références utiles à sa vérifiabilité et en les liant à la section « Notes et références ».
ArtNord est un magazine français de périodicité presque annuelle consacré à l’art des pays nordiques (Danemark, Finlande, Islande, Norvège, Suède) et baltes (Estonie, Lettonie, Lituanie). Il traite le sujet autant par des études scientifiques que des entretiens et articles.
Il est publié depuis 1997 par le comité des historiens de l’art nordique (CHAN) rattaché à l’Institut national d'histoire de l'art.

## Sujets abordés
Le numéro 10, paru fin juin 2010, est consacré à la thématique « art et environnement ». Il entend traiter de la façon dont les préoccupations et les engagements liés aux changements climatiques apparaissent en art et en architecture dans les pays nordiques et baltes, pays particulièrement sensibles à ces questions et ce depuis longtemps.[réf. nécessaire]
Le numéro 9, paru en 2009, était presque entièrement consacré à la Finlande.